# Свенд Карлсен
Свенд Ка́рлсен (англ. Svend Karlsen, * 6 жовтня 1967, Крістіансанн, Норвегія), прізвисько Вікінг — норвезький культурист, стронгмен і важкоатлет. Володар (1993 р.) професійної карти Міжнародньої федерації бодибілдерів (IFBB). Володар звання «Найсильніша людина у світі» 2001 року. Тренуватися почав у 14 років.

## Рекорди
Мертва тяга: 350 кг у ваговій категорії до 125 кг.

## Джерело
- Часопис «Айронмен», ч. 4, 2007 р.